# Joost Boel
Joost Boel, O. Praem. (Geel, 2 februari 1919 - Tongerlo, 7 februari 2006) was een Vlaams Norbertijn en abt van de Abdij van Tongerlo van 1953 tot 1981.
Afkomstig van Geel trad Boel op 15 september 1938 toe tot norbertijnen. In juli 1944 werd hij tot priester gewijd en in 1949 werd hij prior. Joost Boel was ook buiten de abdij actief. Hij was onder meer voorzitter van de Kempense Kultuurkring, de Vereniging voor Hogere Oversten, Oostpriesterhulp en ondervoorzitter van het Nationaal Centrum voor Roepingenpastoraal. Boel zat eveneens in het bestuur van het Centrum voor Kerkelijke Studies in Leuven. 
Hij overleed op 87-jarige leeftijd.  Zijn uitvaart vond plaats op zaterdag 11 februari 2006 om 11 uur in de abdijkerk van Tongerlo.